# 알렉스 신트론
알렉산더 신트론(Alexander Cintrón, 1978년 12월 17일 ~ )은 푸에르토리코 출신의 전 메이저 리그 베이스볼 내야수로, 애리조나 다이아몬드백스, 시카고 화이트삭스, 볼티모어 오리올스, 워싱턴 내셔널스에서 뛰었다. 2009년 4월이 마지막 메이저 리그 무대였고, 이후 2년 동안 마이너에서 뛰며 재기를 노렸지만 2011년 5월 24일 은퇴했다. 하지만 복귀해서 애틀란틱 리그 오브 프로페셔널 베이스볼의 슈가랜드 스키터스에서 뛰었다. 현재는 메이저 리그 휴스턴 애스트로스의 타격 코치를 맡고 있다.